# Maximilian Anatoljewitsch Presnjakow
Maximilian Anatoljewitsch Presnjakow (russisch Максимильян Анатольевич Пресняков; * 30. Januar 1968 in Wladiwostok) ist ein russischer Künstler.

## Leben
Maximilian Anatoljewitsch Presnjakow wurde 1968 in Wladiwostok geboren. Er stammt aus einer Künstlerfamilie: Sowohl sein Vater als auch seine Mutter sind Künstler.
Etwa 10 Jahre verbrachte er in Wizebsk, wo er die Malschule besuchte. Später zog er mit seinen Eltern nach Rjasan – dort studierte er an der Rjasaner Kunstschule. Presnjakow beendete sein Studium am Moskauer Surikow-Institut.

## Werk

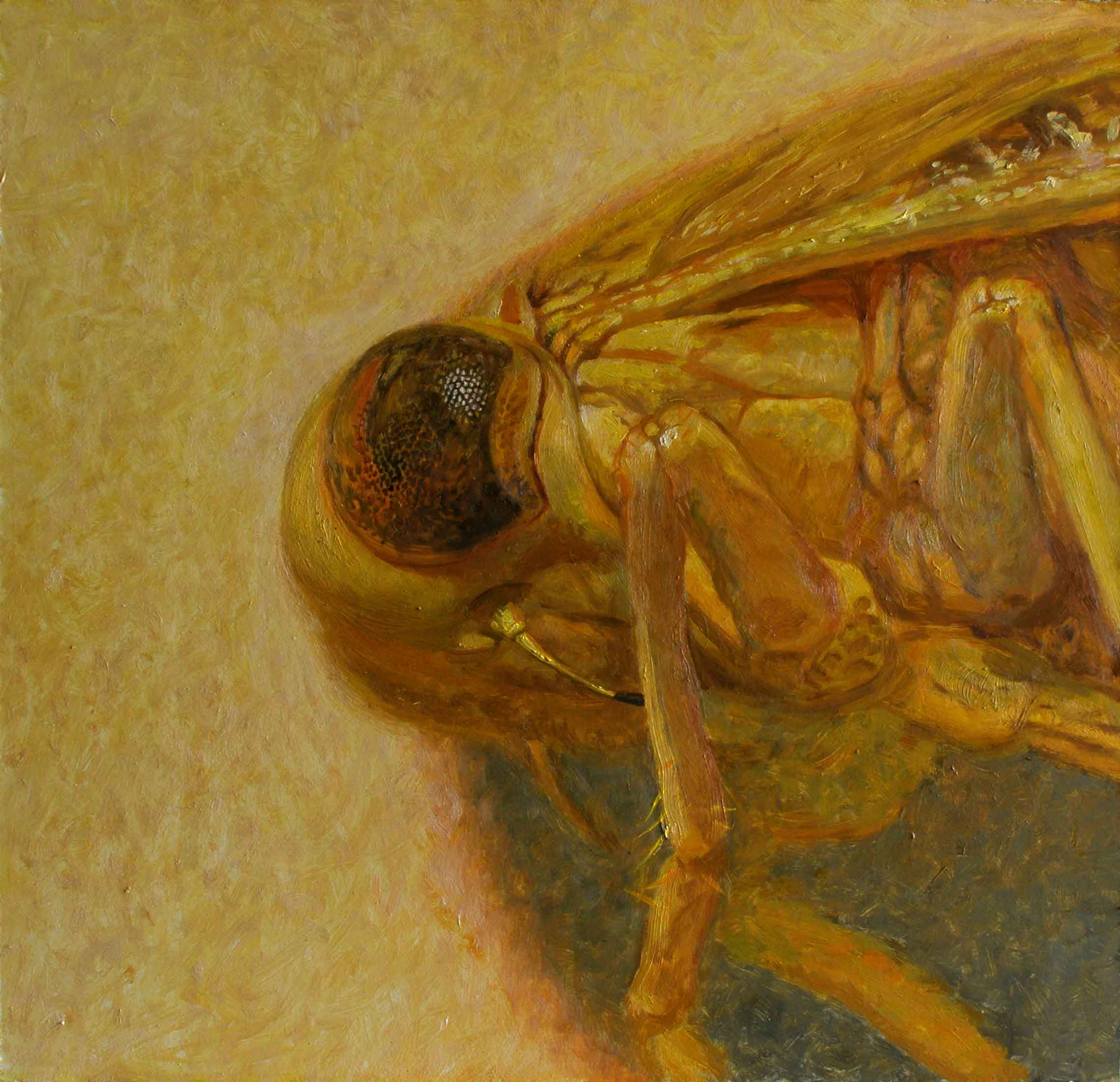
Porträt einer Fliege (2010)

Presnjakow arbeitet in verschiedenen Techniken und Genres (wie Öl, Zeichnung, Aquarell; Historienmalerei, Realismus des 21. Jahrhunderts usw.). Mythologische Motive nehmen eine besondere Stelle in seinem Œuvre ein, aber alle seine Werke tragen die individuelle Handschrift des Künstlers. Presnjakow hat selbst seinen Stil als „schablonenlos“ bezeichnet:

„Von Vornherein stelle ich mir die Aufgabe nicht, mich in einem Rahmen halten. Ich denke, dass man schwerlich der schöpferischen Unrast Grenzen setzen kann, doch kann man sagen, dass realiastische und symbolistische Richtungen gleichzeitig sich in meinen Werken befinden.“

Presnjakow entwickelt einige neue Stilrichtungen, z. B. die Mikromalerei (Innerhalb des Atomkerns, Porträt einer Fliege usw.). Er ist auch bekannt als Theoretiker des Ornamentalismus in Kunst.

### Pädagogik
Seit 2008 unterrichtet er an einer Rjasaner Schaffenswerkstatt. Ein Jahr später wurde Presnjakow Leiter dieser Werkstatt. Heute ist er auch als Dozent an der Rjasaner Niederlassung der Petersburger Hochschule der Volkskünste tätig.

## Ausstellungen (Auswahl)
- 2000: Moskau: …Zu Deinem Namen… (Allrussische Ausstellung, die auf die zweitausendjährige Geschichte Weihnachtens abgestimmt war)[8][9]
- 2001: Niederlande: Generations in Art[10][11][12]
- 2001–2002: Moskau: Junge Künstler Russlands (Allrussische Ausstellung)[13][14]
- 2004: II. Internationale Biennale der Graphik, Sankt Petersburg: Weiße Inter-Nächte[15][16][17]
- 2010: Moskau: Art Manege 2010 (Internationale Ausstellung)[18][19]
- 2011: IV. Moskauer Biennale der Zeitgenössischen Kunst (Projekt Transparency. Towards the Eternal Ice)[20]
- 2011: VI. Internationale Biennale des Aquarells, Sankt Petersburg: Art-Bridge-Watercolor[21]
- 2011: Rjasan: Wissenschaft und Kosmos im Dienst des Friedens (II. Allrussische Ausstellung)[22][23]
- 2013: V. Moskauer Biennale der Zeitgenössischen Kunst (Projekt Soil and Spirit)[24]
- 2013: VII. Internationale Biennale des Aquarells, Sankt Petersburg: Art-Bridge-Watercolor[25]
- 2014: Berlin: Goldenes Zeitalter der russischen Literatur[26][27]

## Auszeichnungen
Noch 1997 wurde Presnjakow Mitglied des Künstlerverbands Russlands. Er ist auch Ehrenbildungsarbeiter Russlands.
- Zweiter Platz im Wettbewerb Irrationalismus im Aquarell im Rahmen der VII. Internationalen Biennale des Aquarells, Sankt Petersburg (2013).[29]